# Реннахан, Рэй
Рэй Реннахан (англ. Ray Rennahan; 1 мая 1896 — 19 мая 1980) — американский кинооператор. Двукратный лауреат премии «Оскар» за лучшую операторскую работу в фильмах «Унесённые ветром» и «Кровь и песок».

## Биография
Родился 1 мая 1896 года в Лас-Вегасе, США. С 1923 года начал карьеру кинооператора. Одной из первых его работ стало участие в съёмках фильма «Десять заповедей» кинорежиссёра Сесиля Б. Демилля. Известен по работе с режиссёрами Эрихом фон Штрогеймом, Майклом Кёртисом, Виктором Флемингом и Джоном Фордом. Фильмография Рэя Реннахана в качестве кинооператора насчитывает 156 картин.
Был президентом Американского общества кинооператоров с 1950 по 1951 год и с 1965 по 1966 год. В 1978 году получил звезду на Голливудской «Аллее Славы».
Умер 19 мая 1980 года в Лос-Анджелесе, США.

## Избранная фильмография
- 1923 — Десять заповедей / The Ten Commandments (реж. Сесил Б. Демилль)
- 1925 — Весёлая вдова / The Merry Widow (реж. Эрих фон Штрогейм)
- 1928 — Свадебный марш / The Wedding March (реж. Эрих фон Штрогейм)
- 1932 — Доктор Икс / Doctor X (реж. Майкл Кёртис)
- 1933 — Тайна музея восковых фигур / Mystery of the Wax Museum (реж. Майкл Кёртис)
- 1935 — Бекки Шарп / Becky Sharp (реж. Рубен Мамулян, Лоуэлл Шерман)
- 1939 — Унесённые ветром / Gone With the Wind (реж. Виктор Флеминг)
- 1939 — Барабаны долины Мохок / Drums Along the Mohawk (реж. Джон Форд)
- 1943 — По ком звонит колокол / For Whom the Bell Tolls (реж. Сэм Вуд)
- 1944 — Три кабальеро / The Three Caballeros (реж. Норман Фергюсон)
- 1946 — Дуэль под солнцем / Duel in the Sun (реж. Кинг Видор)
- 1947 — Непобеждённый / Unconquered (реж. Сесил Б. Демилль)
- 1949 — Улицы Ларедо / Streets of Laredo (реж. Лесли Фентон)

## Награды и номинации
- Премия «Оскар» за лучшую операторскую работу
  - Лауреат 1940 года совместно с Эрнесто Хэллером за фильм «Унесённые ветром»[7]
  - Номинировался в 1940 году совместно с Бертом Гленноном за фильм «Барабаны долины Мохок»[8]
  - Номинировался в 1941 году совместно с Артуром Чарльзом Миллером за фильм «Синяя птица[англ.]»[9]
  - Номинировался в 1941 году совместно с Леоном Шамроем за фильм «Даже по-аргентински»[9]
  - Лауреат 1942 года совместно с Эрнестом Палмером за фильм «Кровь и песок[англ.]»[10]
  - Номинировался в 1942 году совместно с Гарри Хэлленбергером за фильм «Луизианская покупка[англ.]»[10]
  - Номинировался в 1944 году за фильм «По ком звонит колокол»[11]
  - Номинировался в 1945 году за фильм «Леди в ночи[англ.]»[12]